# Stasi
El Ministerio para la Seguridad del Estado (en alemán Ministerium für Staatssicherheit), más conocido por su abreviatura Stasi, fue el órgano de seguridad, inteligencia y represión de la extinta República Democrática Alemana (RDA). Creada el tenía su centro de operaciones en Berlín Oriental, donde tenía un extenso complejo en Lichtenberg y otros menores dispersos por la ciudad. La Stasi fue reconocida en general como uno de los servicios de inteligencia más efectivos del mundo. Fue disuelta en 1990, unos meses después de la caída del Muro de Berlín.

## Historia
Fundada el 8 de febrero de 1950, se inspiró siguiendo como modelo al Comité para la Seguridad del Estado (KGB) de la Unión de Repúblicas Socialistas Soviéticas, del cual tomó el nombre. Los soviéticos la terminaron considerando como uno de sus socios más leales y efectivos.

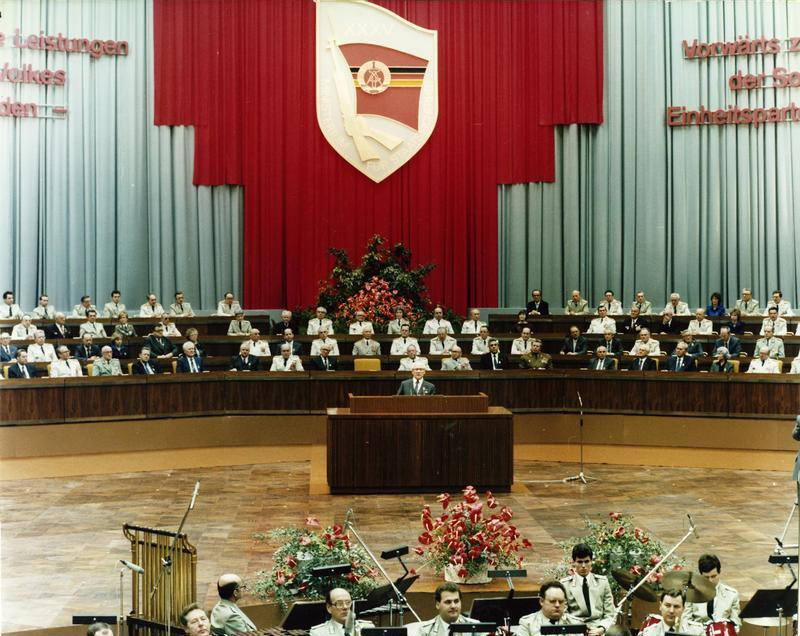
Erich Honecker, secretario general del Comité Central del SED y presidente del Consejo de Estado de la RDA, se dirige a los funcionarios de la Stasi, en el Palacio de la República (6 de febrero de 1985), en el 35.º aniversario de su formación.

El primer jefe de la Stasi fue Wilhelm Zaisser, asistido por Erich Mielke. Zaisser fue reemplazado en 1953 por Ernst Wollweber. Wollweber renunció en 1957, después de varias discusiones con Walter Ulbricht y Erich Honecker, dirigentes de la RDA, y fue sustituido por su segundo al mando, Erich Mielke.
También en 1957, Markus Wolf fue nombrado director de la Hauptverwaltung Aufklärung (HVA, Administración Principal de Reconocimiento), su sección de inteligencia externa. Como jefe de inteligencia, Wolf tuvo gran éxito infiltrando espías en los círculos políticos, gubernamentales y empresariales de la República Federal de Alemania. El caso más notorio fue el de Günter Guillaume, que desembocó en la caída del canciller de la República Federal Alemana, Willy Brandt. En 1986 Wolf se jubiló y fue reemplazado por Werner Grossmann.
La colaboración entre la Stasi y el KGB soviético fue muy estrecha. El KGB tenía funcionarios de enlace con sus propias oficinas en las ocho direcciones principales de la Stasi, a la que invitó para establecer bases de operaciones en Moscú y Leningrado.
Igualmente, la Stasi prestó apoyo a varios grupos terroristas, especialmente a la Fracción del Ejército Rojo o Baader-Meinhof, a quienes prestó identificaciones falsas y refugio, y a las Células Revolucionarias, lideradas por Johannes Weinrich, a quienes ayudó con armas, dinero y contactos para montar bases de inteligencia. Posteriormente, ayudaron al llamado Grupo Carlos, liderado por Ilich Ramírez Sánchez, alias Carlos.
En 1989, justo antes de la disolución de Alemania Oriental, la Stasi fue renombrada como Oficina para la Seguridad Nacional, a cuyo frente se puso el general Rudi Mittig. El 15 de enero de 1990, la sede central de la Stasi en Berlín Este fue tomada por ciudadanos para evitar la destrucción total de los archivos, que estaban intentando los miembros de dicha policía política.

## Organización
El Ministerio para la Seguridad del Estado incluía las siguientes entidades:
- Administración Central de Reconocimiento: centraba sus esfuerzos principalmente en Alemania Occidental y otros países de la Organización del Tratado del Atlántico Norte, pero también dirigía la inteligencia en los demás países extranjeros.
- Administración Central de Coordinación: coordinaba el trabajo con los organismos de inteligencia soviéticos.
- Departamento Central para Comunicaciones Seguras y Protección Personal: proporcionaba seguridad personal para los dirigentes de la RDA y mantenía y operaba un sistema interno de comunicaciones seguras para el gobierno.
- Administración para la Seguridad de la Industria Pesada e Investigaciones y Administración Central para la Seguridad de la Economía: protección contra el sabotaje y el espionaje.
- Administración Central para la Lucha contra Personas Sospechosas: encargada de la vigilancia de los extranjeros sospechosos, principalmente los de Alemania Occidental.
- División de Análisis de Basura: análisis de desechos y materiales sospechosos del extranjero.
- Administración 12: vigilancia de comunicaciones.
- Administración 2000: vigilancia de la lealtad del Ejército Popular Nacional (NVA).
- La Stasi contaba con su propio e independiente servicio penitenciario para sus presos.
- Finalmente, la Stasi contaba con una pequeña fuerza armada: el Regimiento de Guardias «Félix Dzerzhinsky», tropas de élite que daban protección a los miembros del Ministerio. Compuesto por seis batallones de fusileros motorizados, un batallón de artillería, y un batallón de entrenamiento.
- La Stasi usaba la descomposición (Stasi) (Zersetzung) en reemplazo del terror abierto para reprimir la disidencia.

## Legado

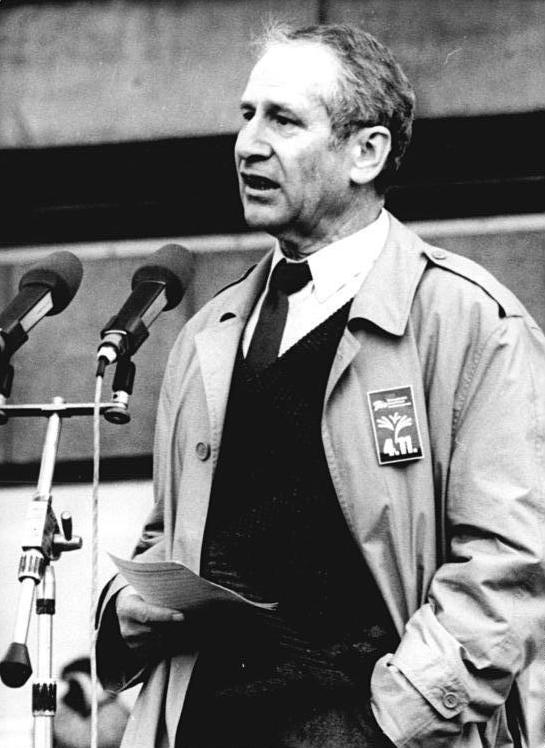
Markus Wolf, jefe de los servicios secretos de la Stasi en el extranjero entre 1953 y 1986, en un discurso durante la protesta contra los artículos 27 y 28 de la Constitución de la RDA, en la Alexanderplatz el 4 de noviembre de 1989.

### Recuperación de archivos
En 1995, el Gobierno alemán contrató a un equipo para reconstruir los documentos destruidos por la reunificación; seis años después, tres docenas de archivistas solo habían revisado 300 bolsas. Luego se cambió la metodología de trabajo, usando métodos informatizados para procesar las 16 000 bolsas restantes, con una cantidad de páginas estimada en 33 millones.
De acuerdo con una orden de publicación de archivos secretos impuesta por el Gobierno de la Alemania reunificada en 1992, se comenzaron a poner a disposición del público los archivos de la Stasi, incluyendo fichas con datos personales. El historiador inglés Timothy Garton Ash escribió The File: A Personal History (El archivo: una historia personal) después de investigar y analizar el archivo compilado sobre él mismo que había sido creado cuando visitó Berlín Oriental.

### Influencia
Hasta mediados de los años ochenta, una red de informadores civiles o inoffizielle Mitarbeiter (IM; en español, colaborador extraoficial) creció tanto en la RDA como en Alemania Occidental. En el momento de la desaparición de la RDA en 1989, se estima que la Stasi tenía 91 000 empleados a tiempo completo y 180 000 informadores.
La Stasi supervisaba la actividad política de los ciudadanos de la RDA a fin de detectar comportamientos subversivos o contrarrevolucionarios como los punk. Los archivos que quedaron están disponibles para todos aquellos ciudadanos que fueron investigados, revelando muchas veces que amigos, colegas, maridos, esposas y otros miembros de la familia estaban espiándolos regularmente y redactando informes sobre ellos. Servicios de inteligencia estadounidenses capturaron en su momento archivos con nombres de espías internacionales de Alemania Oriental, los llamados archivos Rosenholz.

### Controversias

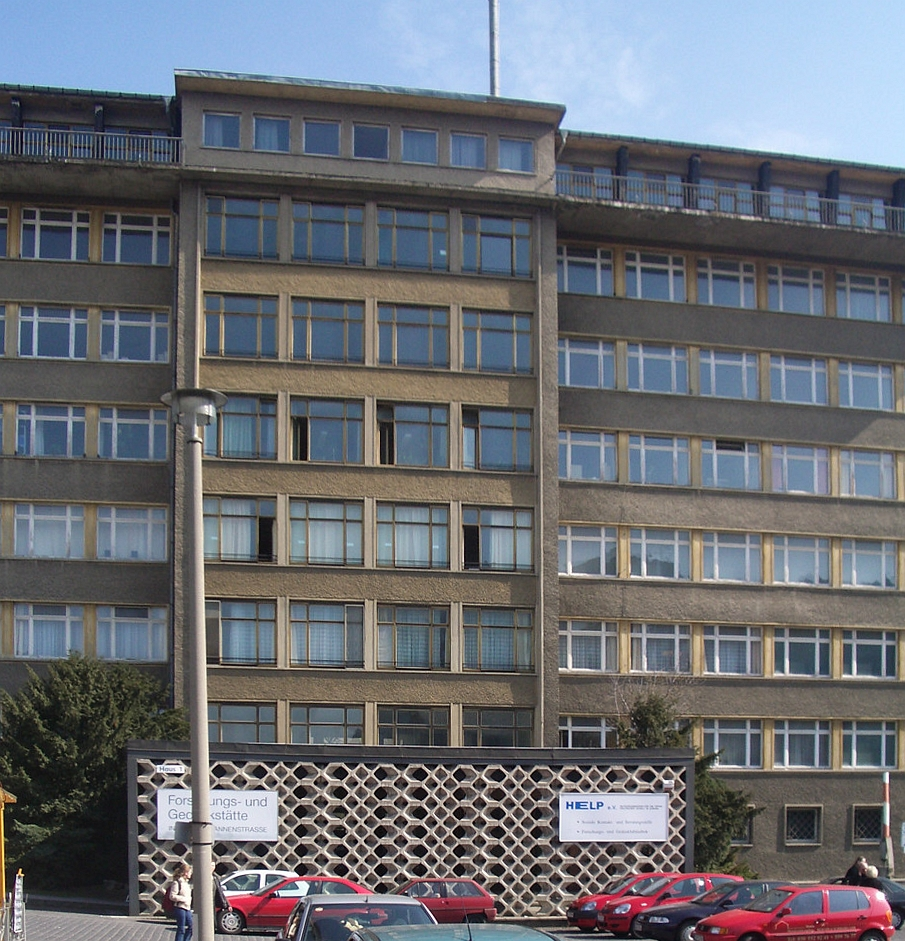
Antiguo cuartel general de la Stasi en la Normannenstraße.

En su libro Stasi, la historia no contada de la policía secreta de Alemania oriental, el corresponsal de la BBC John Koeller hace un recuento de sus averiguaciones al estudiar el contenido de los archivos de la Stasi. En la introducción de su libro dice:

En el MfS, Wiegand había sido asignado a la dirección de contraespionaje e informaba directamente a Mielke. Su trabajo específico era Jefe del Arbeitsgruppe Auslaender, un grupo de tarea responsable de todo lo que involucrara a extranjeros. Esto le permitió un único acceso a casi todas los directorios y departamentos del MfS. [...] Durante semanas de revelación de información, Wiegand reveló los más guardados secretos del MfS. Reveló detalles de operaciones subversivas y de espionaje en contra de los Estados Unidos y otras naciones; entrenamiento y alojamiento de terroristas internacionales; asesinatos; secuestros; chantaje; coerción; fraude electoral; y muchos otros crímenes y abusos flagrantes de los derechos civiles y humanos. El Jefe temporal de Wiegand, ex-teniente General Gunther Kratsch, confirmó mucha de la información en una entrevista separada.

A comienzos de la década de los noventa, el Gobierno alemán inició un proceso de investigación con la finalidad de aclarar los hechos controvertidos de la Stasi.
Años después de la desaparición de la RDA se formó el llamado «Insiderkomitee», organización más tarde rebautizada como Sociedad de Apoyo a los Derechos Civiles y la Dignidad del Hombre, que ejerce un activismo en favor de los exempleados de la Stasi con libros, reclamos y petitorios. También exige el cierre del museo memorial en que se ha reconvertido la antigua cárcel de la Stasi en Berlín.

### Procesamiento legal y social
El 29 de diciembre de 1991 entró en vigor la ley sobre los archivos de la Stasi, la Stasi-Unterlagen-Gesetz (StuG), que el Bundestag había aprobado por una mayoría abrumadora. El propósito central de esta ley es la apertura completa de los archivos del Servicio de Seguridad del Estado, en particular el acceso de los interesados a la información que el Servicio de Seguridad del Estado conserva. Por primera vez, los ciudadanos tuvieron la oportunidad de inspeccionar los documentos de que una agencia de inteligencia había recopilado sobre ellos. Esto fue encargado a la Oficina creada especialmente por el Comisionado Federal para la Documentación del Servicio de Seguridad del Estado de la antigua República Democrática Alemana, dirigida por Joachim Gauck y Jahn Birthler.